# Idzi Zemski
Idzi Zemski (ur. 20 sierpnia 1899 w Wilhelmsburgu, data i miejsce śmierci nieznane) – polski urzędnik, ślusarz, działacz socjalistyczny, pierwszy powojenny burmistrz Ostrowa Wielkopolskiego.

## Życiorys
Przyszedł na świat w rodzinie katolickiej. Ojciec, również Idzi, i matka, de domo Kopras, byli imigrantami zarobkowymi. Ukończył siedem klas szkoły powszechnej i naukę w zawodzie ślusarza.
W latach 1919–1921 odbył służbę wojskową jako poborowy. Należał do kierownictwa Polskiej Partii Socjalistycznej w Ostrowie Wielkopolskim. Zwolniony z pracy w zakładach wagonowych za działalność w ugrupowaniu. W latach 1921–1939 działał w związku zawodowym kolejarzy. Współtworzył Organizację Młodzieży Towarzystwa Uniwersytetu Robotniczego. Bez powodzenia kandydował w wyborach do ostrowskiej rady miejskiej w 1938 roku, otwierając listę PPS i Klasowych Związków Zawodowych. W roku 1939 ponownie zmobilizowany do wojska. Jako szeregowy walczył w kampanii wrześniowej. W czasie okupacji brał udział w podziemnej organizacji PPS.
W styczniu 1945, na polecenie dowództwa oddziałów Armii Czerwonej, które zajęły miasto, objął urząd burmistrza, pozbawiając władzy burmistrza desygnowanego przez rząd podziemny. Został także pełnomocnikiem rządu tymczasowego do spraw wojennych świadczeń rzeczowych. 12 marca na stanowisko burmistrza wybrała go Miejska Rada Narodowa, 16 sierpnia wybór zatwierdził wojewoda poznański Feliks Widy-Wirski. Decyzję tę oprotestowali radni Polskiej Partii Robotniczej, ale Zemski pozostał na stanowisku. Jego zastępcą był początkowo Stanisław Suda, a następnie Ignacy Cal (obaj z PPS). 25 maja Zemski powitał wkraczające do miasta jednostki Ludowego Wojska Polskiego. Była to 2. Dywizja Artylerii dowodzona przez gen. bryg. Benedykta Nesterowicza. W czerwcu 1945 roku jako burmistrz wszedł w skład lokalnego komitetu odbudowy Warszawy.
W roku 1948 ze względu na wydzielenie miasta z powiatu, Wojewódzka Rada Narodowa w Poznaniu nakazała przeprowadzić wybory prezydenta Ostrowa Wielkopolskiego. Został nim Władysław Prętkowski, a Zemski objął stanowisko pierwszego wiceprezydenta. Kilkanaście miesięcy później ponownie objął obowiązki prezydenta, kiedy Prętkowski wyjechał do Warszawy. Po połączeniu PPS i PPR Zemski został członkiem Polskiej Zjednoczonej Partii Robotniczej, zasiadał w egzekutywie komitetu miejskiego. Kiedy w 1950 urząd prezydenta miasta został zlikwidowany, wybrany przez Miejską Radę Narodową w Ostrowie Wielkopolskim na wiceprzewodniczącego prezydium.

## Życie prywatne
Żonaty, miał troje dzieci.